# Reino de Sogn
El reino de Sogn es el antiguo nombre de una región histórica, antiguo reino de Noruega. Actualmente comprende el condado de Sogn og Fjordane.

## Etimología
El nombre Sogn es muy antiguo, pertenecía en su origen al fiordo, ahora llamado Sognefjord, y deriva del verbo súga que significa "succionar" —en referencia a las fuertes corrientes de la marea en la boca del fiordo—. En la época vikinga, se utilizó también el nombre Sygnafylki. El primer elemento del nombre es sygnir, que significa "la gente de Sogn", y el último es filky, una forma antigua de la palabra fylke, que significa "condado".

## Historia
La Noruega de la época vikinga estuvo dividida en pequeños reinos independientes gobernados por caudillos que gobernaban los territorios, competían por la supremacía en el mar e influencia política, y buscaban alianzas o el control sobre otras familias reales, bien de forma voluntaria o forzadas. Estas circunstancias provocaron periodos turbulentos y vidas heroicas como se recoge en la saga Heimskringla del escaldo islandés Snorri Sturluson en el siglo XIII. Sogn fue uno de esos reinos independientes y los reyes más populares Harald Gulskeg (apodado "Barba Dorada", padre de Ragnhild, primera esposa de Halfdan el Negro), Halfdan el Negro y Harald I de Noruega.